# Haematopota brunnescens
Haematopota brunnescens är en tvåvingeart som beskrevs av Ricardo 1906. Haematopota brunnescens ingår i släktet Haematopota och familjen bromsar. Inga underarter finns listade i Catalogue of Life.